# EOS-utvalget
Stortingets kontrollutvalg for etterretnings-, overvåkings- og sikkerhetstjeneste (EOS-utvalget) är ett permanent kontrollorgan i Norge underställt Stortinget. Rapporteringen till Stortinget sker i form av årsredovisningar.
EOS-utvalget utövar tillsyn över Etterretningstjenesten, Forsvarets sikkerhetstjeneste, Politiets sikkerhetstjeneste og Nasjonal sikkerhetsmyndighet, till vardags benämnt som "EOS-tjenestene" eller "de hemmelige tjenestene" ("de hemliga tjänsterna").
Under 2018 har utskottet 7 medlemmar som leds av Eldbjørg Løwer. Kontrollorganet motsvaras i Sverige av Statens inspektion för försvarsunderrättelseverksamheten (Siun) och Säkerhets- och integritetsskyddsnämnden (SIN).